# 297005 Ellirichter
297005 Ellirichter este o planetă minoră (asteroid), cu un diametru de 1,256 km, din centura de asteroizi. A fost descoperită pe 22 martie 2010 la Observatorio del Teide⁠(d) de Observatorio del Teide⁠(d). 
Obiectul prezintă o orbită caracterizată de o semiaxă mare de 2,2935231715667 UAi, o excentricitate de 0,17, o înclinație de 2,3 ° în raport cu ecliptica.